# Notam

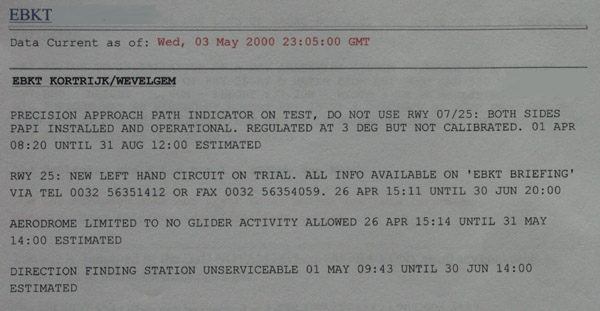
Voorbeeld van een NOTAM

NOTAM komt van het Engels Notice to Airmen of Notice to Air Missions. Een notam is een bericht dat kritische informatie bevat over een luchthaven of luchtruim, waarbij die informatie ofwel van tijdelijke aard is, ofwel nog niet bekend was bij het opmaken van vliegkaarten of bij het publiceren van luchthavengebonden boeken en publicaties.
Deze informatie kan van alles bevatten wat enigszins van belang is voor de piloot (bijvoorbeeld of een landingsbaan tijdelijk gesloten is, of dat er onderweg obstakels zullen zijn, zoals parachutespringers).  
Voor elke vlucht zal een piloot voor het vertrek alle notams opvragen van de luchthaven(s) die hij nodig zal of zou kunnen hebben.